# Mas Ricard (Vilanova i la Geltrú)
El Mas Ricard és una obra de Vilanova i la Geltrú (Garraf) protegida com a Bé Cultural d'Interès Local.

## Descripció
La masia de can Ricard es compon de planta baixa, pis i golfes. La major part té una coberta a dues vessants amb el carener paral·lel a la façana, una altra part té un terrat.
Hi ha cossos de diferents alçades i la façana és el producte de la juxtaposició d'aquestes construccions annexes.
Els Ricart es documenten des de l'any 1533, que tenien com una de les propietats el corral d'en Ricart, que després es conegué com corral del Tort. Als segles XVIII i XIX passà per diverses mans i al 1887 va ser adquirida per Joan Soler Suau, àlies 'Sans de Gornal', que comprà també Solicrup. El mas ha estat reformat diverses vegades.